# Жълта торта
Жълта торта (на английски: Yellowcake) или урания (на английски: Urania) е жаргонно наименование за уранов концентрат във вид на прах, получен в процеса на обработка на уранова руда с цел извличането на метала. Съществуват различни методи за това, но типичният метод е чрез смилане и химическа обработка на рудата, в резултат на което се образува едър прах с остър мирис, който е неразтворим във вода, съдържа около 80% уранови оксиди и има точка на топене около 2880 °C. Използва се, наред с други неща, за създаване на ядрено гориво и ядрени оръжия.
Всъщност в днешно време полученият прах не е жълт, а кафяв или черен; името идва от цвета и текстурата на концентратите при първите добивни операции.